# Faro Río Negro

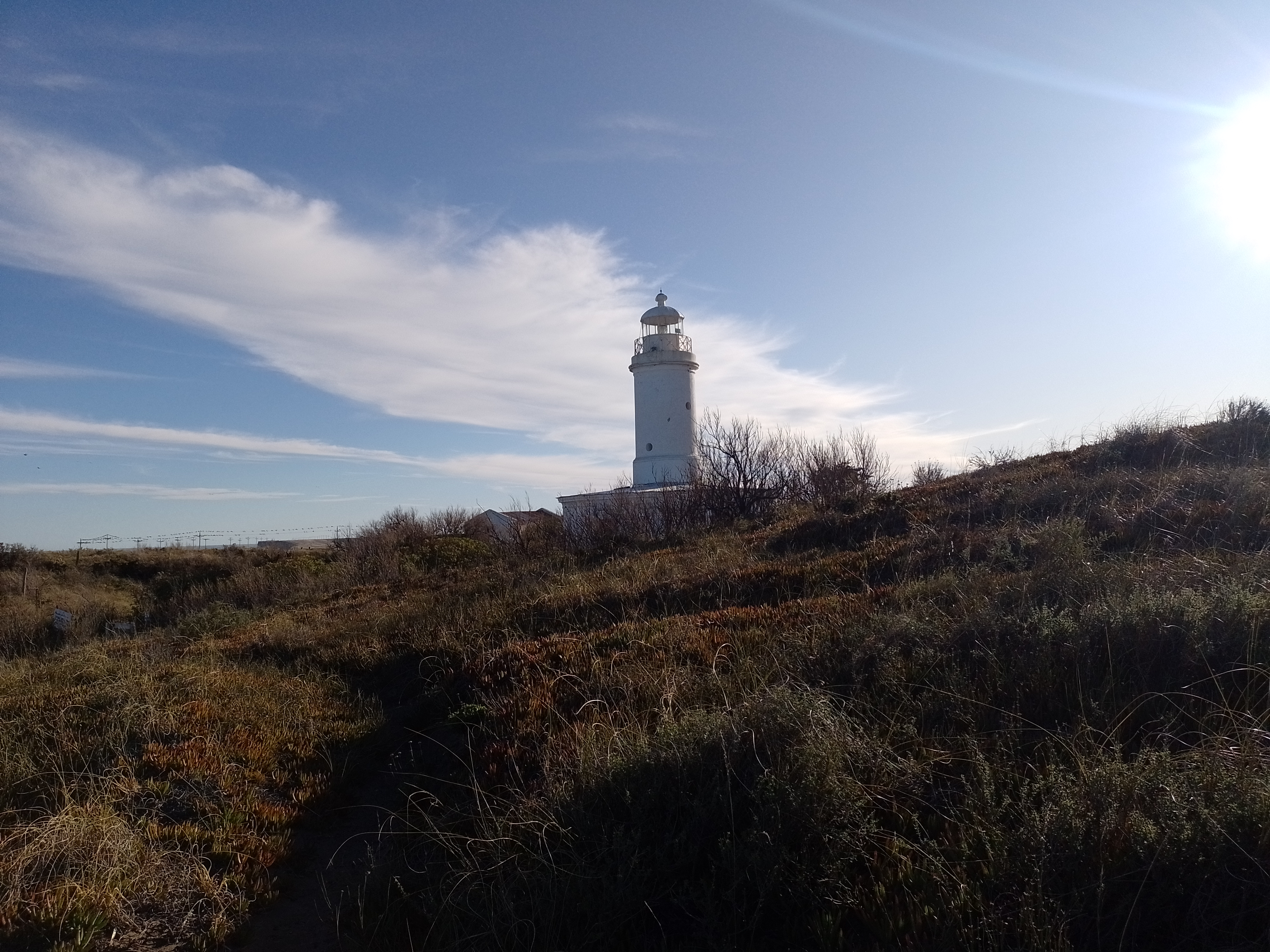
Faro Río Negro, a orillas del acantilado en el balneario El Cóndor - Provincia de Río Negro.

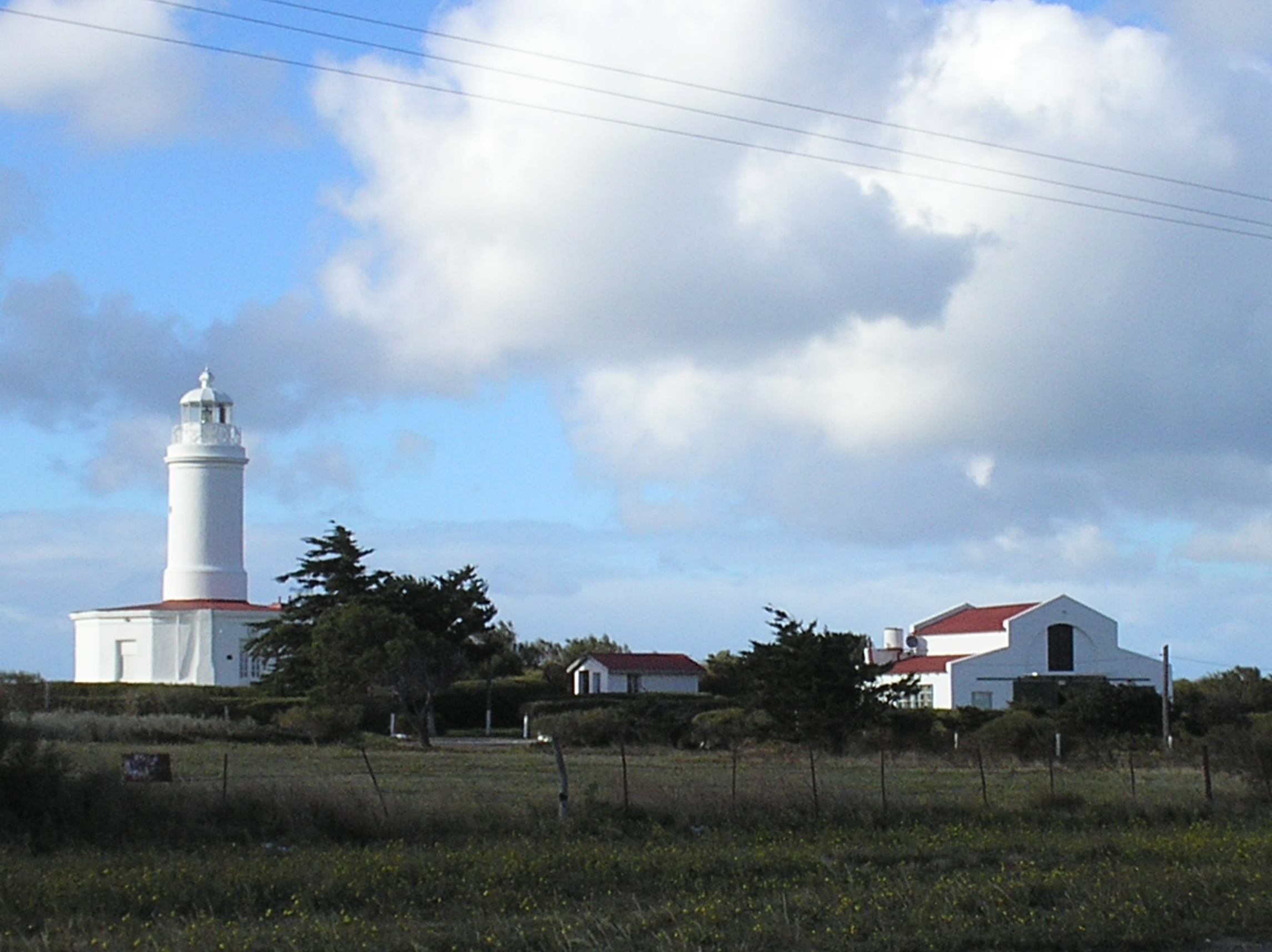
Faro Rio Negro, declarado Patrimonio Histórico de la Humanidad por la ONU en 2017.

El Faro Río Negro o faro de la Barra del río Negro, es un faro ubicado en la villa marítima El Cóndor, de la provincia de Río Negro, Argentina, muy próximo a la desembocadura del Río Negro, al cual le debe su nombre.Es el faro más antiguo de la Patagonia continental, y también el más antiguo del país en servicio.

## Ubicación
El faro se encuentra a unos 6 kilómetros al oeste de la desembocadura del Río Negro, en el balneario El Cóndor y a 30 kilómetros de la capital, Viedma, perteneciendo al ejido municipal.
La única vía para llegar al faro es por carretera. Está ubicado al kilómetro 37 de la Ruta Provincial 1, al inicio de los acantilados de la costa rionegrina, y es el punto de partida del denominado "Camino de la Costa".

## Historia
En diciembre de 1881 ocurre un naufragio de un navío danés, muy cerca de las costas donde el río Negro desemboca en el Océano Atlántico. Los tripulantes fueron recibidos, para su sorpresa, por otro grupo de daneses que tenían una estancia en esas playas, y uno de los tripulantes se quedaría a vivir en el sitio.
A raíz de este naufragio, y con el fin de guiar a los marinos en su entrada al puerto de Patagones a través del río, el primer gobernador del Territorio de Río Negro, Lorenzo Vintter, ordena construir un faro. La construcción estuvo a cargo del Comandante de Cuadrilla de Río Negro, Martín Rivadavia y comenzó el 8 de octubre de 1886. Participaron de su construcción militares pertenecientes a la cuadrilla y aborígenes presos de la zona. El faro fue inaugurado el 25 de mayo de 1887, coincidiendo con el 77° aniversario de la Revolución de Mayo.

## Datos técnicos
El edificio, que se encuentra al inicio de un acantilado posee una estructura de forma cilíndrica, en color blanco; con una garita superior que posee una altura de 16,5 metros desde el suelo, construida con mampostería de ladrillo, mientras que la base consta de una casa habitación hexagonal.
Tiene 64 escalones hasta la torre y su altura sobre el nivel del mar es de 43,5 metros, permitiendo observar la confluencia del Río Negro con el océano Atlántico. Su óptica giratoria tiene una potencia de 1000 watts que, con una intermitencia de 2 destellos cada 20 segundos, logra un alcance de 16 millas náuticas o 32 kilómetros aproximadamente.

## Interés cultural
En 2007 fue declarado Monumento Histórico Provincial,luego en 2013 mediante la Ley N° 26.650se lo incorpora al Sistema de Faros Centenarios convirtiéndose en Monumento Histórico Nacional y sería hasta 2017, al cumplir 130 años se fundación, que lograría el reconocimiento como Patrimonio Histórico de la Humanidad, motivo por el cual desde esa fecha exhibe el escudo azul de la Organización de Naciones Unidassímbolo con el que se protege a los bienes culturales en casos de conflicto armado o de emergencia, de acuerdo a la Convención de La Haya de 1954 y sus dos protocolos.
En 2016 a unos metros del faro se inauguró el Memorial Malvinas, un monumento que rinde homenaje a los héroes y veteranos de la Guerra de Malvinas, funcionando en conjunto como espacio turístico y de reflexión acerca de la soberanía nacional.

## Curiosidades
Los dos barrios de El Cóndor más próximos al faro llevan nombres en su referencia: "Barrio El Faro" y "Barrio Altos del Faro".
También hay dos playas balnearias a sus pies: "Primera Bajada del Faro" y "Segunda Bajada del Faro" (comúnmente conocida como "Picoto").
Al pie de los acantilados que inician en el balneario El Cóndor, se encuentra "La colonia de loros barranqueros más grande del mundo", la cual se extiende unos 19 kilómetros, desde el Faro Río Negro hasta Playa Bonita.